# Kafr Zita
Kafr Zita est une ville syrienne situé dans le gouvernorat de Hama.

## Guerre civile syrienne
Durant la guerre civile syrienne, Kafr Zita est une ville disputée entre les rebelles et les loyalistes. Elle est prise par les rebelles en décembre 2012.
Elle subit ensuite plusieurs attaques chimiques aériennes au chlore gazeux, largué par des hélicoptères des forces armées aériennes syriennes, les 11 et 12 avril 2014 (une centaine de personnes intoxiquées, 3 civils décédés), et le 1er octobre 2016 (une vingtaine de personnes souffrant de difficultés respiratoires),.